# William Bradshaw, Baron Bradshaw

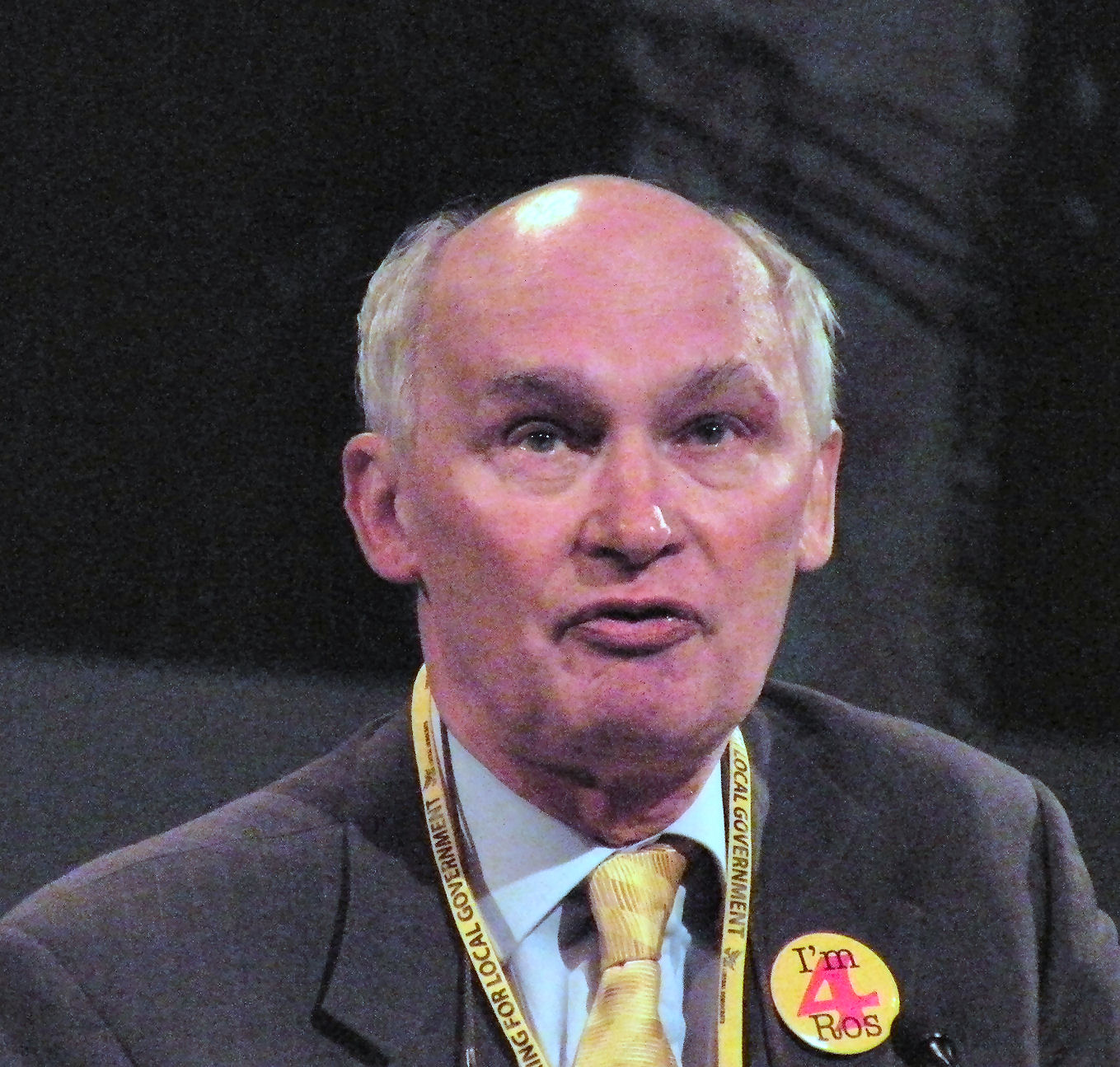
William Bradshaw, Baron Bradshaw

William Peter Bradshaw, Baron Bradshaw, bekannt als Bill Bradshaw (* 9. September 1936) ist ein britischer Politiker (Liberal Democrats) und Hochschullehrer.

## Leben und Karriere
Bradshaw wurde 1936 als Sohn von Leonard und Ivy Bradshaw geboren. Er besuchte die Slough Grammar School und die University of Reading. Er studierte dort Politikwissenschaft und erwarb 1957 einen Bachelor of Arts. 1960 graduierte er mit einem Master of Arts. Bradshaw wurde 1966 als Mitglied des Chartered Institute of Transport (M.C.I.T.) registriert.
Nach seinem Militärdienst (1957–1959) arbeitete er von 1959 bis 1985 für die British Rail. Dort war zunächst als Trainee angestellt. 1967 wurde er Geschäftsbereichsleiter (Division Manager) in Bristol, 1973 in Liverpool. 1976 wurde er Betriebsleiter (Chief Operations Manager) bei der Midland Region, 1977 stellvertretender Generaldirektor (Deputy General Manager) der London Midland Region. 1978 wurde er Einsatzleiter (Director of Operations) in der Zentrale der British Rail, dort 1980 dann Leiter der Stabsabteilung (Policy Unit).
Von 1983 bis 1985 war er Generaldirektor (General Manager) der Western Region der British Rail.
Nach seinem Ausscheiden bei British Rail war Bradshaw von 1986 bis 1992 als Professor für Transportmanagement an der University of Salford tätig. Von 1987 bis 1993 war er Vorsitzender von Ulsterbus, einem Nahverkehrsunternehmen, und Citybus Ltd in Belfast. Bradshaw war 1988 bis 1993 Direktor der Northern Ireland Transport Holding Co. Von 1992 bis 2000 war er Gastprofessor an der der University of Salford angegliederten School of Management. Von 1997 bis 1999 war er Direktor von Lothian Regional Transport. Von 1992 bis 1997 war er Sonderberater des Sonderausschusses für das Verkehrswesen (Transport Select Committee) des House of Commons. Von 1993 bis zu seinem Rücktritt im Januar 2008 war er Stadtrat in Oxfordshire. Von 1993 bis 1995 und von 1997 bis 2008 war er Mitglied der Thames Valley Police Authority, von 1999 bis 2003 deren stellvertretender Vorsitzender („Vice-Chairman“).
2001 war er Mitglied der „Commission for Integrated Transport“. Von 1999 bis 2001 gehörte er dem British Railways Board (Shadow Strategic Rail Authority) an.

## Mitgliedschaft im House of Lords
Bradshaw wurde 1999 zum Life Peer als Baron Bradshaw, of Wallingford in the County of Oxfordshire ernannt. Im House of Lords ist er seit 2001 Sprecher seiner Partei für das Transportwesen. Als seine politischen Interessen gibt er das Transportwesen, Umweltschutz, Planung und die Polizeiangelegenheiten an. Seit 2007 ist er kooptiertes Mitglied des Unterausschusses „B“ für Fragen des Binnenmarktes der Europäischen Union (EU Sub-committee B) (Internal Market).
Seit 2008 ist er stellvertretender Vorsitzender („Vice-chair“) der „Transport Safety Group“.

## Ehrungen
Er ist seit 2004 Honorable Fellow des Wolfson College. Von 1988 bis 2003 war er zuvor Supernumerary Fellow.

## Familie
1957 heiratete er Jill Hayward, mit der er zwei Kinder hat. Sie starb 2002. Bradshaw heiratete 2003 Diana Ayris.